# Gare de la Traverserie
La gare de la Traverserie est une ancienne gare ferroviaire française de la ligne de Pons à Saujon, située route de la Traverserie sur le territoire de la commune de Corme-Écluse, dans le département de la Charente-Maritime, en région Nouvelle-Aquitaine.
C'est une simple halte lorsqu'elle est mise en service en 1875 par la Compagnie du chemin de fer de la Seudre. Elle devient ensuite une station de l'Administration des chemins de fer de l'État.
Fermée au service des voyageurs en 1939, elle est fermée au service des marchandises vers 2000. Depuis elle est située sur une section non exploitée de la ligne.

## Situation ferroviaire
Établie à 20 mètres d'altitude, la gare de la Traverserie est située au point kilométrique (PK) 29,4 de la ligne de Pons à Saujon entre les gares de Cozes et de Saujon

## Histoire
La halte de la Traverserie est mise en service le 28 août 1875 par la Compagnie du chemin de fer de la Seudre, lorsqu'elle ouvre à l'exploitation sa ligne de Pons à Royan. C'est une petite halte disposant d'un simple panneau, elle est établie en pleine campagne en un point situé à égale distance des bourgs centre des communes de Chay, Corme-Écluse et Semussac.
La gare, comme l'ensemble de la ligne, est fermée au service des voyageurs 15 mai 1939.